# Paulo Bruscky
Paulo Roberto Barbosa Bruscky (Recife, 21 de março de 1949) é um artista multimídia e poeta brasileiro conhecido por sua ampla participação no movimento da arte conceitual brasileira.

## Biografia
Seu pai era um artista da Bielorrússia que estava em turnê pelo Brasil quando conheceu sua mãe, no Teatro Santa Isabel. Terceiro filho, de uma família de sete irmãos, Paulo se interessou pela arte, ao lidar no ateliê de fotografia do pai e fez estudos de música no conservatório. Cursou Jornalismo e durante o período do curso grafitava os muros contra o regime militar. Acabou sendo preso em 1968 e demitido da Fundação Joaquim Nabuco onde trabalhava na ocasião[]. Na década de 1970, desenvolveu pesquisas em arte-xerox, sendo um dos pioneiros do Movimento Internacional de Arte Postal no Brasil. Em 1976, tem uma exposição individual fechada pela Ditadura Militar e, em 1981, recebe a Bolsa Guggenheim de artes visuais, morando em Nova York por um ano.

## Exposições e obras em acervo
Participou de quatro edições da Bienal de São Paulo, sendo que suas obras integram acervos de locais como o Museu de Arte Moderna de Nova York, o Museu Solomon R. Guggenheim, Tate e o Museu de Arte Moderna de São Paulo.